# Aeropedellus ampliseptus
Aeropedellus ampliseptus är en insektsart som beskrevs av Liang och F.L. Jia 1992. Aeropedellus ampliseptus ingår i släktet Aeropedellus och familjen gräshoppor. Inga underarter finns listade i Catalogue of Life.